# 铜元局街道
铜元局街道，是中华人民共和国重庆市南岸区下辖的一个乡镇级行政单位。

## 行政区划
铜元局街道下辖以下地区：
大田坝社区、桐梓坪社区、广东山社区、芭蕉湾社区、长江新村社区、风临洲社区、上海城社区、云满庭社区和观山水社区。

## 交通
- 铜元局站